# Конституция Удмуртской Республики
Конституция Удмуртской Республики (удм. Удмурт Элькунлэн Кункатэз) — основной закон Удмуртской Республики в составе Российской Федерации.
Принята 7 декабря 1994 года. В настоящее время действует редакция конституции с изменениями от 11 мая 1995 года, 9 января 1998 года, 24 января, 26 марта, 18 апреля, 28 ноября 2000 года, 22, 26 февраля, 12 сентября 2002 года, 16 октября 2003 года, 29 декабря 2005 года, 22 ноября 2007 года, 9 октября 2009 года, 4 мая 2010 года, 6 мая, 26 июня 2011 года, 4 июня 2012 года.
Состоит из:
- преамбулы «Верховный Совет Удмуртской Республики, выражая волю народа Удмуртской Республики к сохранению исторически сложившейся государственности, исходя из ответственности за обеспечение благополучия её граждан, утверждая права и свободы человека, гражданский мир и согласие, веру в добро и справедливость, признавая, что народ Удмуртской Республики является частью многонационального народа Российской Федерации, подтверждая стремление к сохранению целостности Российского государства, принимает Конституцию Удмуртской Республики.»
- 2 разделов
- 10 глав
- и 71 статьи